# San Isidro de Murillos
San Isidro de Murillos är en ort i Mexiko.   Den ligger i kommunen Vicente Guerrero och delstaten Durango, i den centrala delen av landet, 700 km nordväst om huvudstaden Mexico City. San Isidro de Murillos ligger 1 965 meter över havet och antalet invånare är 658.
Terrängen runt San Isidro de Murillos är platt åt nordost, men åt sydväst är den kuperad. Runt San Isidro de Murillos är det ganska glesbefolkat, med 23 invånare per kvadratkilometer. Närmaste större samhälle är Vicente Guerrero, 9,5 km nordost om San Isidro de Murillos. Trakten runt San Isidro de Murillos består i huvudsak av gräsmarker.